# Весёлые и беззаботные
«Весёлые и беззабо́тные», или «Весёлые фанта́зии» (англ. Fun and Fancy Free) — мультипликационный полнометражный фильм студии Уолта Диснея, выпущенный в кинотеатры 27 сентября 1947 компанией RKO Radio Pictures. Это был один из «пакетных фильмов» (полнометражных сборников, состоящих из короткометражных сегментов), созданных студией в 1940-х. «Весёлые и беззаботные» является девятым классическим мультфильмом студии Walt Disney Productions.
Из-за большой занятости над работой с другими проектами, в этом мультфильме Уолт Дисней последний раз озвучивал Микки Мауса. В дальнейшем данного персонажа начал озвучивать Джимми Макдональд.

## Сюжет
Мультфильм начинается с путешествующего по большому дому сверчка Джимини Крикета из «Пиноккио», поющего песню «I’m a Happy-Go-Lucky Fellow». Он натыкается на грустную куклу и плюшевого медведя, и чтобы их взбодрить Джимини решает поставить музыку. Он находит пластинку с историей про Бонго, основанную на истории Синклера Льюиса; рассказчицей выступает Дина Шор. Сверчок ставит пластинку в патефон и начинается первый сегмент.

### Бонго
История повествует о медведе Бонго, звезде цирка. Несмотря на признание зрителей, его хозяева не сильно заботятся о нём. Однажды, во время очередного переезда на поезде, он ломает клетку, и вместе со своим одноколёсным велосипедом убегает в лес. Вначале Бонго нравится в лесу, однако ночью он мучается от разнообразных шумов, исходящих от насекомых, животных и грома.
На следующий день, отправившись на поиски еды, он встречает медведицу Лулубелль. Они влюбляются друг в друга, однако вскоре появляется огромный медведь, которого сердит их любовь. Он хватает и бьёт Бонго, но Лулубелль вмешивается и даёт пощёчину Бонго. Поражённый от этого жеста, Бонго уходит. Лулубелль, желая дать ему ещё один шанс, вновь пытается ударить Бонго, но её лапа случайно попадает в злого медведя. Тот, считая, что получил удар любви, уводит её с собой. Бонго, смотря на песни и танцы других медведей, понимает, что они проявляют свою любовь, давая друг другу пощёчины. Понимая своё незнание привычек диких медведей, Бонго начинает драться со своим соперником. С помощью своего велосипеда он почти побеждает его, в конце драки оба медведя продолжают борьбу на бревне, которое несёт к водопаду. Бонго, в отличие от своего оппонента, удаётся избежать падения. В конце Бонго остаётся жить в лесу вместе со своей любимой.

### Микки и бобовый стебель
После завершения истории Джимини Крикет находит открытку, адресованную Луане Паттен с приглашением на праздник, который состоится в доме напротив. Сверчок отправляется туда. Там он видит Луану, хозяина дома чревовещателя Эдгара Бергена и его кукол Чарли Маккарти и Мортимера Снёрда. Берген решает рассказать историю, основанную на сказке «Джек и бобовый стебель».
Рассказ ведётся о месте под названием Долина Покоя. Её главным сокровищем является волшебная арфа, которая своим пением и музыкой обеспечивает радость, красоту и счастье долине. Но однажды арфа была похищена, отчего долина пришла в упадок. Борясь с голодом, три фермера: Микки, Дональд и Гуфи — решают продать свою корову. На следующий день, вернувшись домой, Микки заявляет, что обменял корову на волшебные бобы. Дональд, рассердившись, швыряет бобы, они падают под пол.
Ночью бобы прорастают. Большой бобовый стебель поднимает дом к облакам. Проснувшись, друзья видят гигантский замок и решают добраться до него. Внутри замка они находят огромный стол с едой и сундуком, в котором заперта арфа. Её похитителем и хозяином замка оказывается великан Вилли, способный превращаться в различных животных, людей и предметы.
Когда Вилли возвращается в свой дом, Микки пытается перехитрить его, попросив великана превратиться в муху. Но план проваливается, и Вилли запирает трио в сундуке вместо арфы, однако Микки удаётся сбежать. При помощи арфы, которая с помощью песни усыпляет великана, он крадёт ключ и освобождает друзей. После этого они вместе с арфой пытаются убежать. Для перестраховки Микки решает связать великану шнурки, но Вилли просыпается и гонится за ними. Когда великан начинает спускаться по бобовому стеблю, друзья перепиливают его. Вилли падает вместе со стеблем.
Берген оканчивает рассказ, говоря, что после возвращения арфы долина опять стала процветать. Однако Мортимер оплакивает смерть великана. Берген успокаивает его, говоря, что это просто сказка, а Вилли всего лишь плод воображения. В эту же секунду крыша дома поднимается, в него заглядывает великан Вилли и спрашивает, не видели ли они мышонка, отчего Берген падает в обморок. В конце мультфильма Вилли прогуливается по Голливуду и надевает на голову ресторан в форме шляпы-котелка Brown Derby.

## Роли озвучивали
- Эдгар Берген — сам себя, Чарли Маккарти, Мортимер Снёрд
- Луана Паттен — саму себя
- Клифф Эдвардс — Джимини Крикет
- Уолт Дисней — Микки Маус
- Кларенс Нэш — Дональд Дак
- Пинто Колвиг — Гуфи
- Билли Гилберт — великан Вилли
- Анита Гордон — волшебная арфа
- Дина Шор — рассказчик «Бонго»
- Стерлинг Холлоуэй — рассказчик «Микки и бобовый стебель»